# Сандзьо (Ніїґата)

37°38′13″ пн. ш. 138°57′47″ сх. д. / 37.63694° пн. ш. 138.96306° сх. д.
Сандзьо́ (яп. 三条市, さんじょうし, МФА: [sand͡ʑoː ɕi̥]) — місто в Японії, в префектурі Ніїґата.

## Короткі відомості
Розташоване в центральній частині префектури, на березі річки Сінано. Виникло на основі середньовічного призамкового містечка. В ранньому новому часі перетворене на село, що спеціалізувалося на ливарництві. Отримало статус міста 1 січня 1934 року. Основою економіки є харчова промисловість, металургія, виробництво електротоварів, комерція. В місті розташовані гарячі джерела та буддистський монастир Хондзьодзі, центр секти Нітірен. Станом на 1 квітня 2009 площа міста становила 432,01 км². Станом на 1 червня 2011 населення міста становило 101 726 осіб.